# Isenpolder
De Isenpolder is een polder ten oosten van Nieuwvliet in de Nederlandse provincie Zeeland. De polder behoort tot de Catspolders.
De polder werd, na de inundatie van 1583, herdijkt in 1613, in opdracht van onder meer Jacob Cats. De polder is 23 ha groot. Ze wordt begrensd door de Geuzendijk, de Sint Bavodijk en de Nieuwvlietseweg. In het westelijke deel grenst ze aan de kom van Nieuwvliet.
Omstreeks 2010 werd een bedrijventerrein aangelegd in een deel van deze polder, aansluitend aan de kom van Nieuwvliet.